# Jeníkovice u Choltic
Jeníkovice (deutsch Jenikowitz) ist eine Gemeinde in Tschechien. Sie liegt vier Kilometer nördlich von Heřmanův Městec und gehört zum Okres Pardubice.

## Geographie

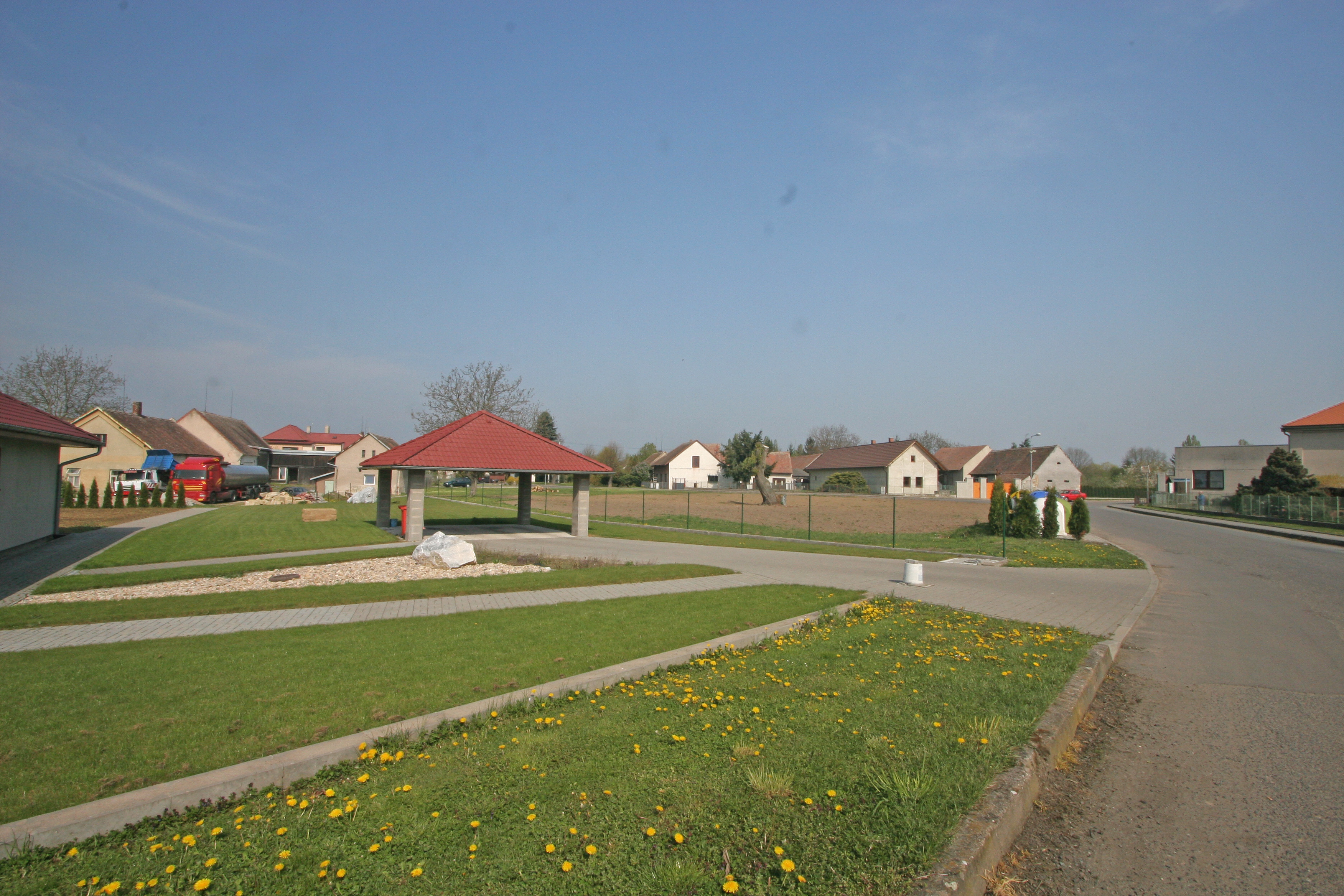
Dorfplatz

Jeníkovice befindet sich rechtsseitig über dem Tal des Jeníkovický potok auf der Heřmanoměstecká tabule (Hermannstädtler Tafel). Unterhalb des Dorfes liegen die Teiche Horní jeníkovický rybník und Dolní jeníkovický rybník. Am westlichen Ortsrand verläuft die Bahnstrecke Přelouč–Prachovice. Nordwestlich erhebt sich der Janský kopec (Johannisberg, 264 m n.m.), im Süden der Chrast (284 m n.m.). 
Nachbarorte sind Bezděkov und Kokešov im Norden, Barchov, Veselá und Starý Mateřov im Nordosten, Cerhov und Jezbořice im Osten, Rozhovice, Doubrava und Klešice im Südosten, Heřmanův Městec, Nákle und Dolní Raškovice im Süden, Horní Raškovice, Svinčany und Cihelna im Südwesten, Ledec, Chrtníky und Choltice im Westen sowie Horecký Dvůr, Veselí, Janský Kopec und Luhy im Nordwesten.

## Geschichte
Der Legende nach soll König Wenzel nach einer erfolgreichen Dachsjagd an der Leite seinem Diener einen Herzenswunsch erfüllt haben; er gab der Leite den Namen Jezevčí und schenkte sie dem Diener, der darauf das Dorf und die Feste anlegte.
Die erste schriftliche Erwähnung der Feste Něnkovice erfolgte 1227 als Besitz des Kojata von Hrabischitz. Im 15. Jahrhundert war die Feste Sitz der Herren Něnkovský von Něnkovice, später gehörte das Gut den Tuněchodský von Poběžovice. Der Ortsname wandelte sich später in Jankovice, seit 1648 wird das Dorf Jeníkovice genannt. In der Mitte des 17. Jahrhunderts erwarb die böhmische Krone das Gut und schlug es der Herrschaft Pardubitz zu. Zum Ende des 18. Jahrhunderts ließ die k.k. Kameralherrschaft nordwestlich des Dorfes auf emphyteutisierten Meierhofsgründen die aus einer Häuserreihe bestehende Dominikalsiedlung Neu-Jenikowitz anlegen. 1830 wurde am Jeníkovický potok eine neue Mühle errichtet.
Im Jahre 1835 bestand das im Chrudimer Kreis gelegene Dorf Alt- und Neu-Jenikowitz aus 45 Häusern, in denen 294 Personen, darunter eine protestantische Familie, lebten. Im Ort gab es eine Mühle. Pfarrort war Gezbořitz. Bis zur Mitte des 19. Jahrhunderts blieb Jenikowitz der k.k. Kameralherrschaft Pardubitz untertänig.
Nach der Aufhebung der Patrimonialherrschaften bildete Jeníkovice ab 1849 mit den Ortsteilen Staré Jeníkovice und Nové Jeníkovice eine Gemeinde im Gerichtsbezirk Přelauč. Ab 1868 gehörte die Gemeinde zum Bezirk Pardubitz. Zwischen 1881 und 1882 wurde die Bahnstrecke Přelouč–Kalkpodol angelegt.
Zu Beginn des 20. Jahrhunderts waren Staré Jeníkovice und Nové Jeníkovice soweit verschmolzen, dass nicht mehr zwischen diesen Ortsteilen unterschieden wurde. 1949 wurde Jeníkovice dem Okres Přelouč zugeordnet. Dieser wurde im Zuge der Gebietsreform von 1960 aufgehoben, seitdem gehört das Dorf wieder zum Okres Pardubice. 

## Gemeindegliederung
Für die Gemeinde Jeníkovice sind keine Ortsteile ausgewiesen. Jeníkovice besteht aus den Ortslagen Staré Jeníkovice (Alt Jenikowitz) und Nové Jeníkovice (Neu Jenikowitz), die im Volksmund auch Přední Jezevce und Zadní Jezevce genannt werden.

## Sehenswürdigkeiten
- Kapelle auf dem Dorfplatz

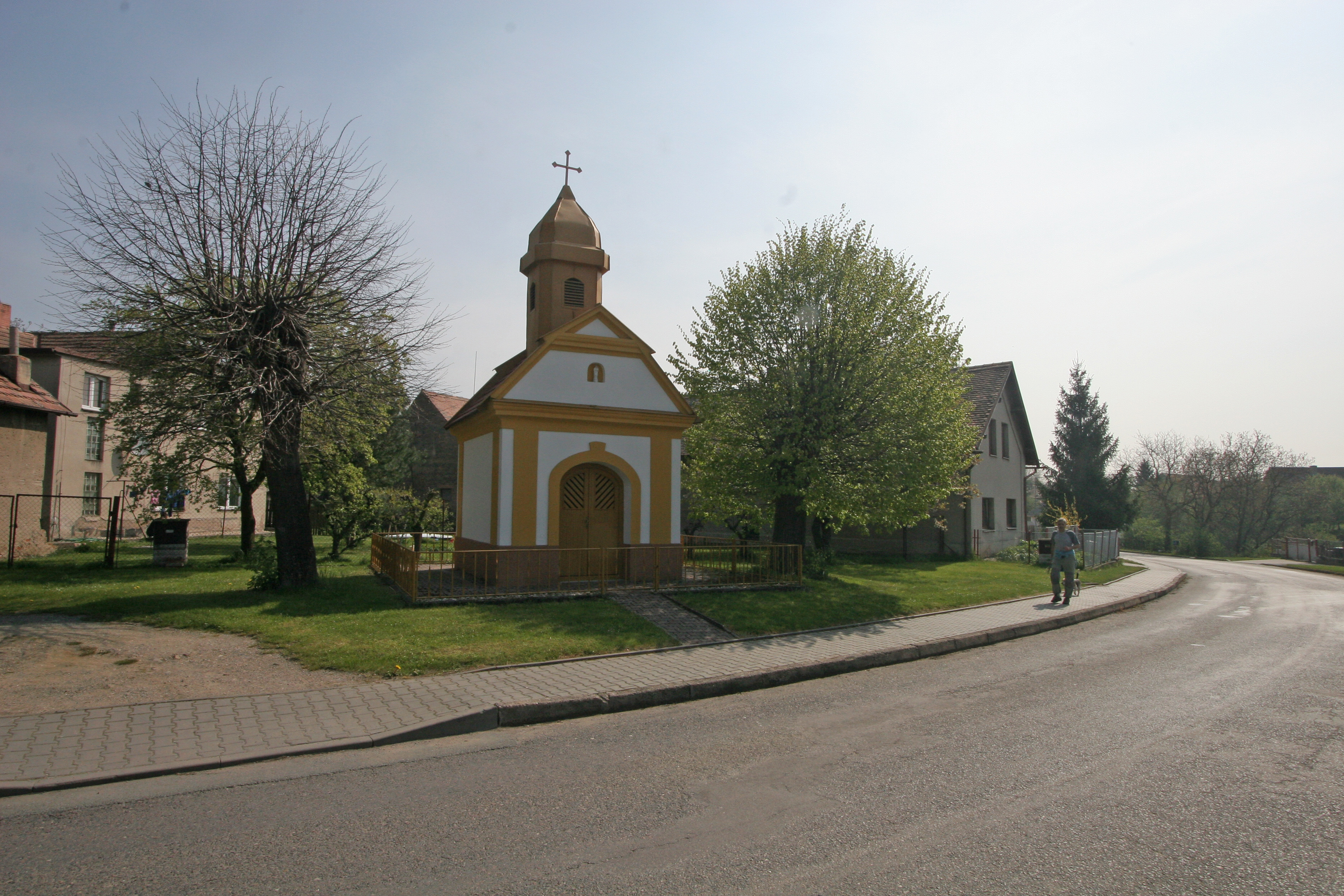
Kapelle

- Gedenkstein für die Gefallenen des Ersten Weltkrieges